# Pauvres filles de saint Gaétan
Les pauvres filles de saint Gaétan (en latin : sororum Pauperum Filiarum S. Caietani) sont une congrégation religieuse féminine hospitalière de droit pontifical.

## Historique
Lors d'une épidémie de choléra, Jean-Marie Boccardo (1848-1913) prend en charge l'organisation des secours aux malades accueillis dans le sanctuaire de la Madonna de l'Hermitage et assistés de certaines filles de la paroisse. Quand le danger de contagion se termine, le prêtre fait appel à ses jeunes collaboratrices pour continuer, comme consacrées, leur travail d'assistance au service des nécessiteux. Il ouvre sa première maison dans un vieux moulin abandonné donné par un paroissien et commence officiellement la congrégation le 21 novembre 1884 et la place sous la protection de saint Gaétan de Thiene. 
La première supérieure est Carlotta Fontana, en religion mère Marie Gaétane du Saint Sacrement, qui gouverne les pauvres filles pendant près de quarante ans. À la mort de Jean-Marie Boccardo, la direction spirituelle de la congrégation passe à son frère Louis Boccardo qui fonde les filles de Jésus Roi, branche contemplative de la congrégation composée d'une communauté de sœurs aveugles.
L'institut est reconnu de droit diocésain le 13 juillet 1941, il reçoit le décret de louange le 29 avril 1948 et l'approbation définitive du Saint-Siège le 19 avril 1958. 

## Activités et diffusion
Les sœurs se consacrent aux soins des personnes âgées, des malades et des prêtres à la retraite.
Elles sont présentes en:
- Europe : Italie.
- Amérique : Équateur, Brésil.
- Afrique : Togo.

La maison généralice est à Turin.
En 2017, la congrégation comptait 98 sœurs dans 17 maisons.